# Ligier JS5
Chronologie des modèles (1976)
Ligier JS7
La Ligier JS5 est la première monoplace de Formule 1, conçue par les ingénieurs français Gérard Ducarouge, Michel Beaujon et Paul Carillo, et engagée par l'écurie française Ligier dans le cadre du championnat du monde de Formule 1 1976. La dénomination JS fait référence au pilote français Jo Schlesser, ami du fondateur Guy Ligier décédé lors du Grand Prix de France 1968.
La monoplace est propulsée par un moteur V12 Matra MS73 atmosphérique et équipée de pneumatiques Goodyear. Elle est pilotée par le Français Jacques Laffite, en provenance de l'écurie Williams.

## Résultats en championnat du monde de Formule 1

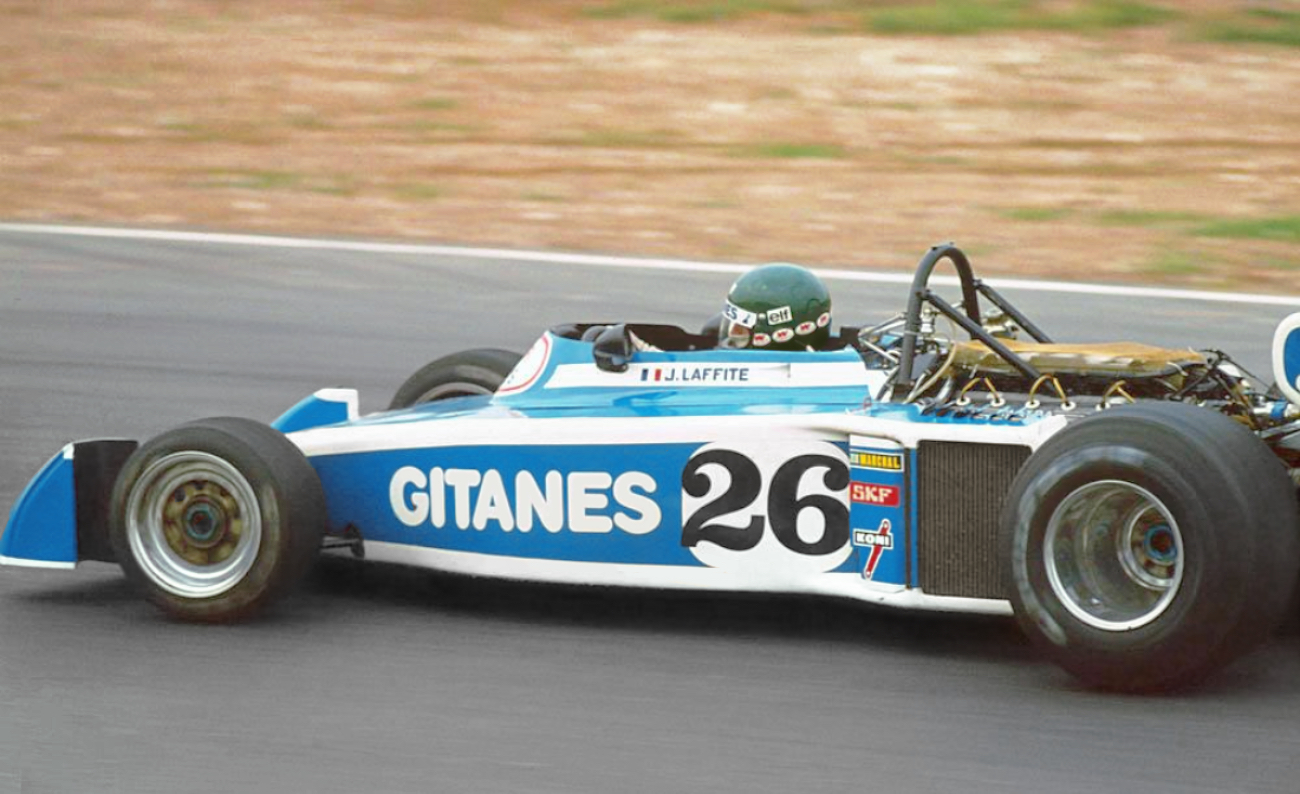
Jacques Laffite à bord de la Ligier JS5.

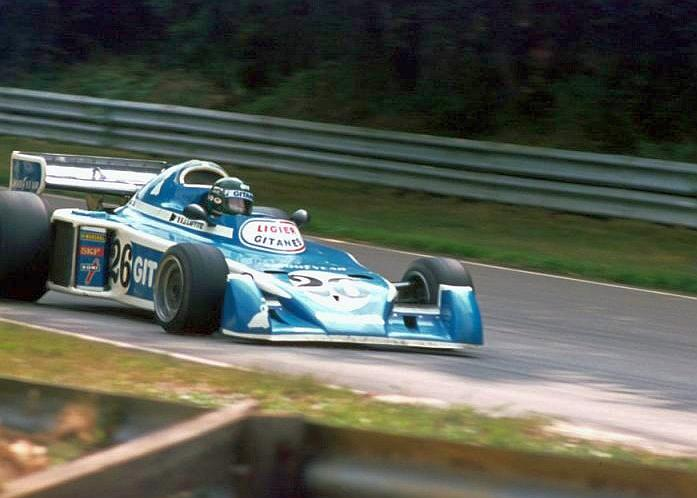
La Ligier JS5 en piste.

| Saison | Écurie         | Moteur         | Pneus    | Pilotes         | Courses | Courses | Courses | Courses | Courses | Courses | Courses | Courses | Courses | Courses | Courses | Courses | Courses | Courses | Courses | Courses | Points inscrits | Classement |
| Saison | Écurie         | Moteur         | Pneus    | Pilotes         | 1       | 2       | 3       | 4       | 5       | 6       | 7       | 8       | 9       | 10      | 11      | 12      | 13      | 14      | 15      | 16      | Points inscrits | Classement |
| ------ | -------------- | -------------- | -------- | --------------- | ------- | ------- | ------- | ------- | ------- | ------- | ------- | ------- | ------- | ------- | ------- | ------- | ------- | ------- | ------- | ------- | --------------- | ---------- |
| 1976   | Ligier Gitanes | Matra MS73 V12 | Goodyear |                 | BRÉ     | AFS     | USO     | ESP     | BEL     | MON     | SUÈ     | FRA     | GBR     | ALL     | AUT     | P-B     | ITA     | CAN     | USE     | JAP     | 20              | 6e         |
| 1976   | Ligier Gitanes | Matra MS73 V12 | Goodyear | Jacques Laffite | Abd.    | Abd.    | 4e      | 12e     | 3e      | 12e     | 4e      | 14e     | Dsq.    | Abd.    | 2e      | Abd.    | 3e      | Abd.    | Abd.    | 7e      | 20              | 6e         |

Légende : ici